# Найт, Элисса
Элисса Найт (англ. Elissa Knight, род. 15 апреля 1975) — американская сотрудница Pixar Animation Studios и актриса озвучивания. Её первая большая роль озвучивания была в «ВАЛЛ-И» (2008) — ЕВА.

## Биография
Найт работала ассистенткой в Pixar над новыми фильмами, включая «Тачки», «Рататуй» и «ВАЛЛ-И». Элисса озвучивает анимационных персонажей при необходимости. Её первая роль озвучивания была в фильме «Тачки» (2006) — Тиа, одна из двух идентичных близняшек Mazda Miata «сестер» (вторую озвучивала Линдси Коллинз; обе актрисы работают в Pixar как ассистентки). Элисса Найт продолжила озвучивать в «ВАЛЛ-И». В «ВАЛЛ-И» она играет робота ЕВА (Eстествоведческая автоматика) — футуристический робот, который спускается на Землю в поиске какой-нибудь живой души, особенно растений, которые до сих пор существуют в 29 веке. Найт утверждает, что ни разу не читала сценария «ВАЛЛ-И». Звукорежиссёр Бен Бёртт улучшил её записанный голос, и режиссёр Эндрю Стэнтон решил оставить его.

## Фильмография

### Мультфильмы
| Год       | Русское название | Оригинальное название          | Роль                               |
| --------- | ---------------- | ------------------------------ | ---------------------------------- |
| 2006      | Тачки            | Cars                           | Тиа                                |
| 2008      | ВАЛЛ-И           | WALL-E                         | ЕВА (Естествоведческая автоматика) |
| 2008      | БЕРН-И           | BURN-E                         | ЕВА (Естествоведческая автоматика) |
| 2008-2011 | Байки Мэтра      | Cars Toons: Mater’s Tall Tales | Тиа                                |
| 2015      | Головоломка      | Inside Out                     | дополнительные голоса              |

### Игры
| Год  | Русское название               | Оригинальное название       | Роль |
| ---- | ------------------------------ | --------------------------- | ---- |
| 2010 | История игрушек: Большой побег | Toy Story 3: The Video Game | Лил  |